# Castelo (ort)
Castelo är en ort i Brasilien.   Den ligger i kommunen Castelo och delstaten Espírito Santo, i den sydöstra delen av landet, 900 km sydost om huvudstaden Brasília. Castelo ligger 129 meter över havet och antalet invånare är 20 198.
Terrängen runt Castelo är varierad. Castelo är det största samhället i trakten.
Omgivningarna runt Castelo är huvudsakligen savann. Runt Castelo är det ganska glesbefolkat, med 30 invånare per kvadratkilometer.